# Botryorhiza hippocrateae
Botryorhiza hippocrateae är en svampart som beskrevs av Whetzel & Olive 1917. Botryorhiza hippocrateae ingår i släktet Botryorhiza och familjen Chaconiaceae.   Inga underarter finns listade i Catalogue of Life.